# Bataille de la Washita
Guerres indiennes
La bataille de la Washita est une bataille entre le 7e de cavalerie du lieutenant-colonel George Armstrong Custer et les Cheyennes de Black Kettle dans les Plaines du sud des États-Unis,.

## L'attaque

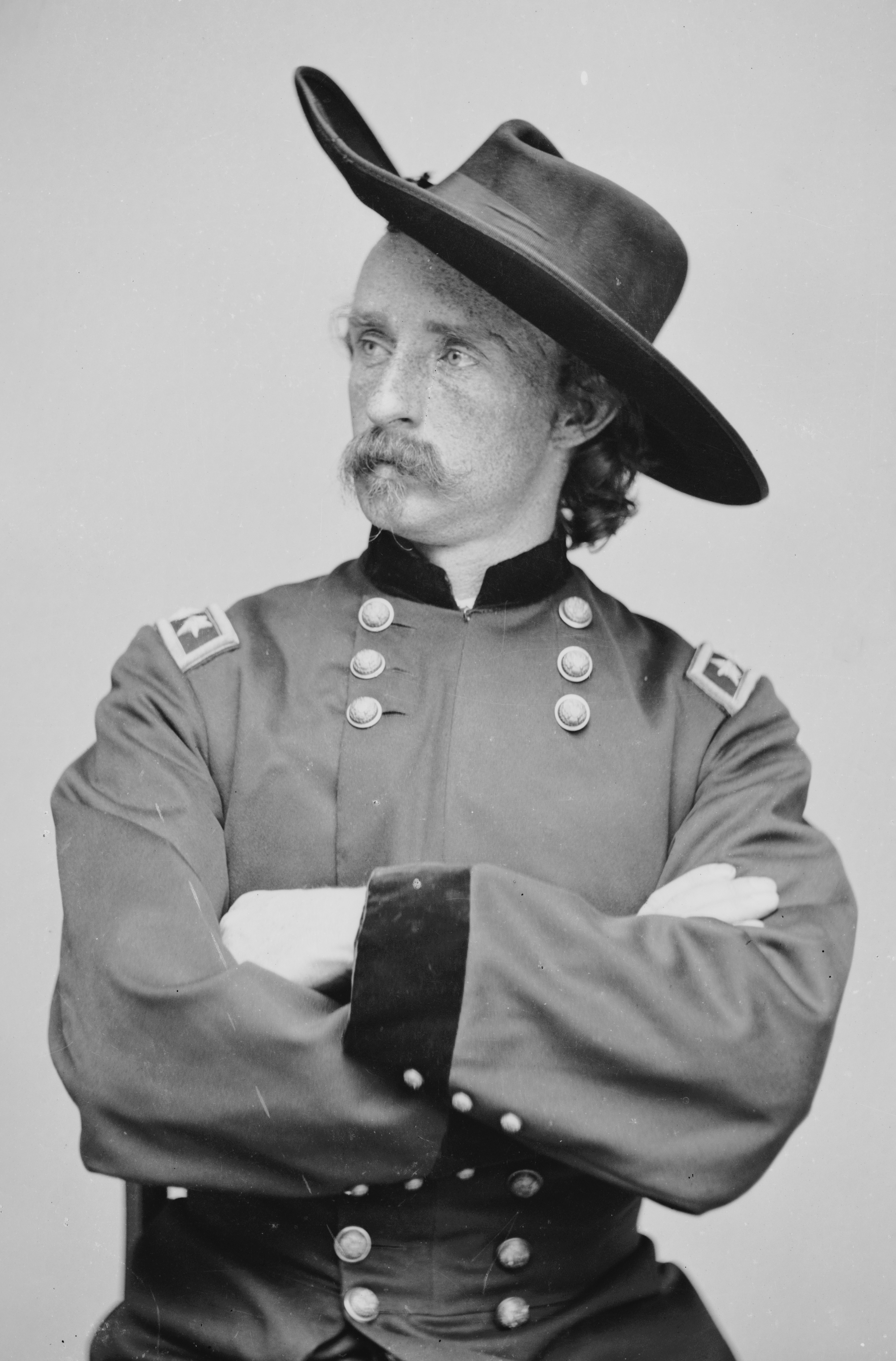
Le lieutenant-colonel (breveté major-général) George A. Custer.

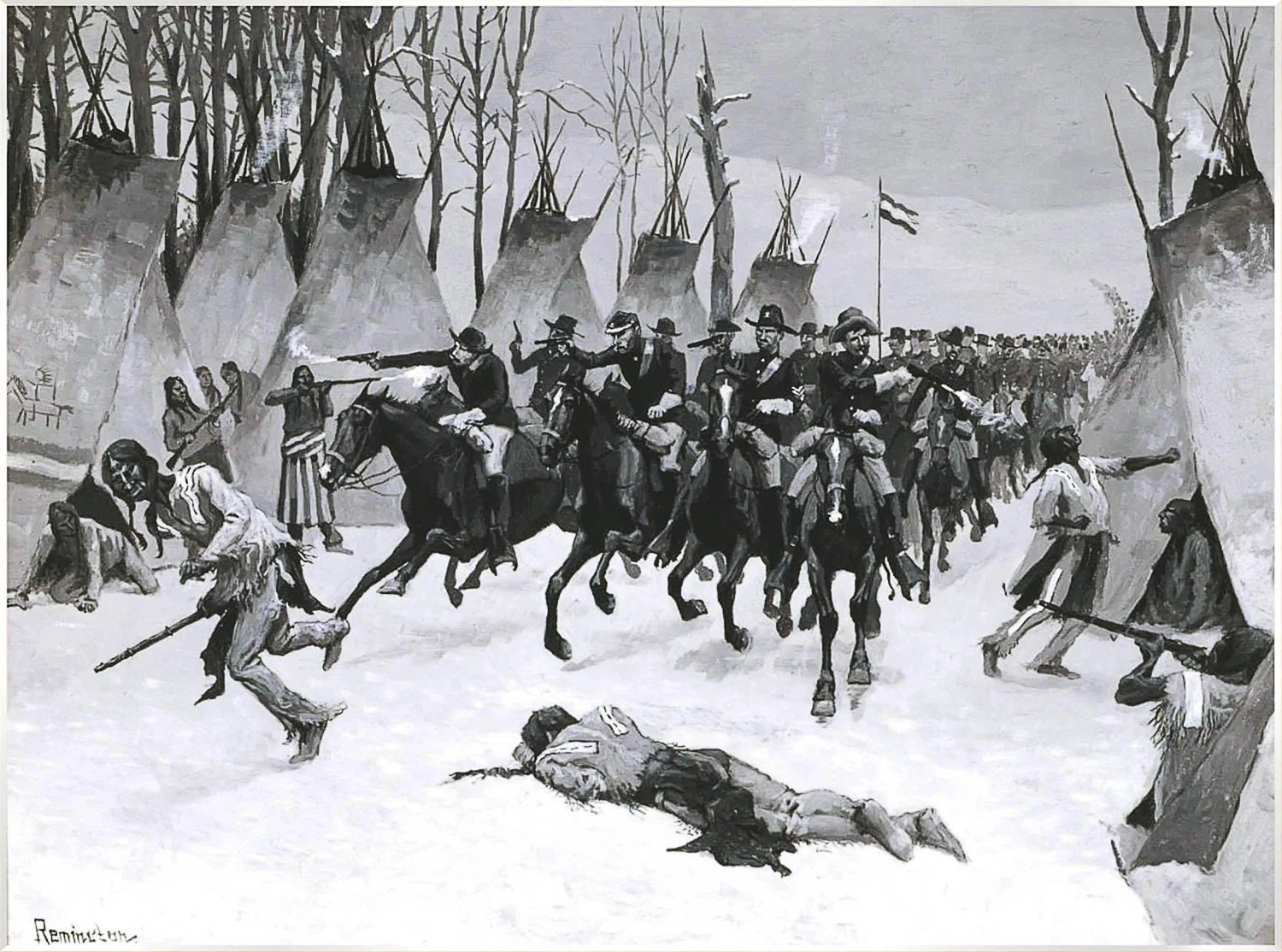
Peinture de la bataille de la Washita par Frederic Remington.

Le matin du 26 novembre 1868, les éclaireurs indiens de George Armstrong Custer repèrent la piste de guerriers amérindiens. Les troupes américaines suivent la piste indienne toute la journée, ne s’arrêtant qu’en fin de soirée pour prendre un peu de repos. Les soldats arrivent finalement en vue du camp (51 tipis) du chef cheyenne Black Kettle. Custer divise alors ses troupes en quatre détachements qui prennent position autour du village amérindien. L’attaque est lancée aux premières lueurs de l’aube.
Un Cheyenne repère les soldats juste avant le déclenchement de l'attaque et a le temps de donner l’alerte en tirant en l’air avant d’être tué. Les Amérindiens sortent alors précipitamment des tipis, les guerriers prenant position à couvert, derrière des arbres et dans des ravins. Black Kettle et sa femme sont abattus dans le dos en tentant de s’enfuir à cheval. Le village est occupé en moins de 20 minutes mais le combat se prolonge pendant plusieurs heures autour de poches de résistance autour du camp.
Le village attaqué était le premier d’une série de campements le long de la rivière Washita (environ 6 000 Amérindiens campaient dans les environs). De larges groupes de guerriers amérindiens se rassemblent bientôt sur les collines environnantes. Une partie des soldats prend alors des positions défensives pendant que le reste des troupes s’active à brûler les tipis et les autres possessions des Cheyennes (82 armes à feu, 4 000 flèches, 30 lances, 210 haches, 573 couvertures en peau de bison, 271 selles, 700 livres de tabac, …). Les soldats abattent aussi 675 chevaux capturés, n’en épargnant que 200 pour leurs éclaireurs indiens et le transport des prisonniers.
Dans la soirée, craignant que les Amérindiens ne découvrent et n’attaquent son train de ravitaillement, Custer feint une marche vers les camps indiens voisins. Les Amérindiens se retirent alors et Custer en profite pour rompre le contact, puis rejoindre son train de ravitaillement et finalement regagner sa base de départ.

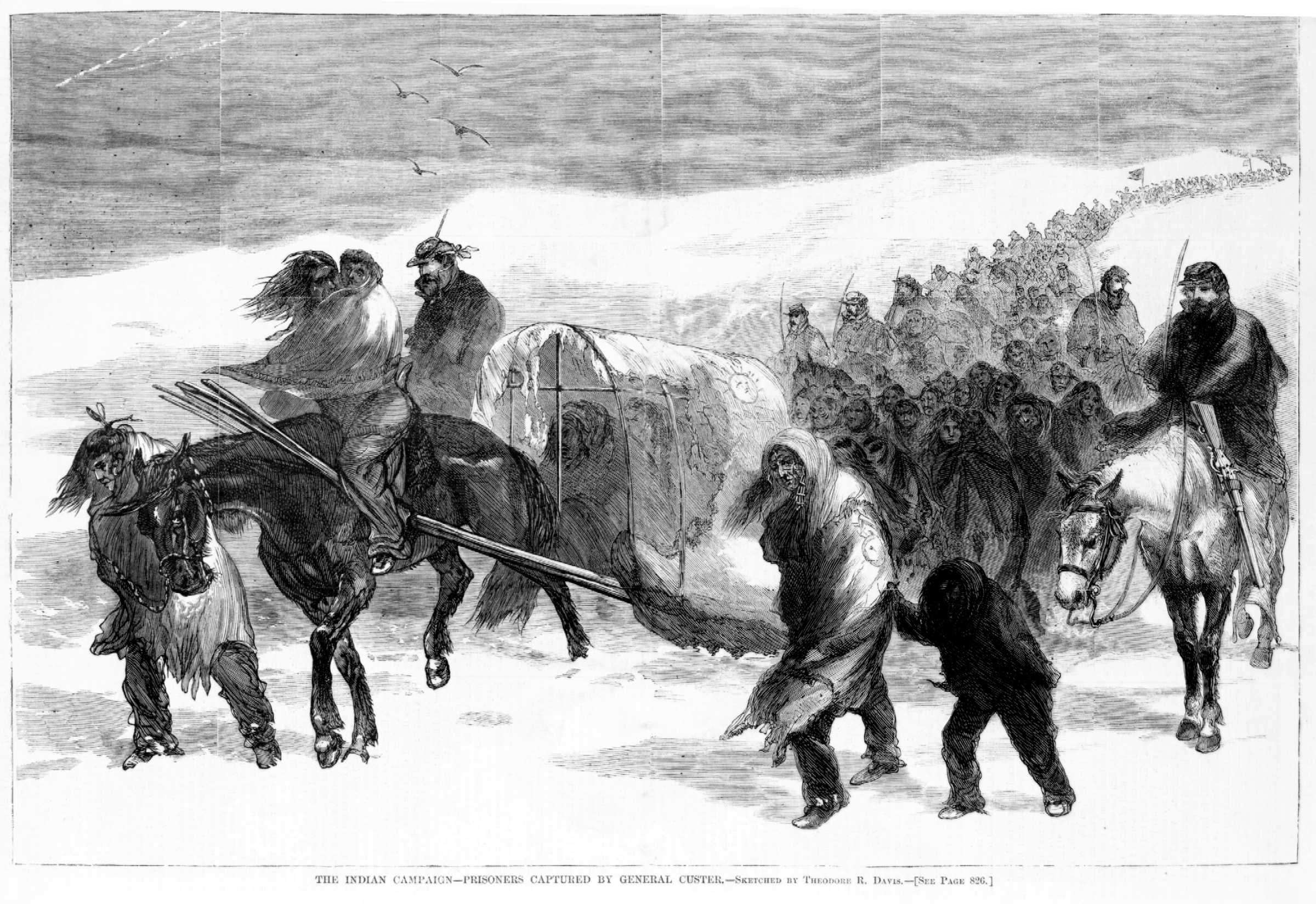
Prisonniers cheyennes capturés par Custer au village de Black Kettle.

Les pertes américaines se montent à 21 officiers et soldats tués et 13 blessés. 20 des 23 soldats tués faisaient partie d’un détachement conduit par le major Joel Elliott qui s’était lancé à la poursuite d’un groupe de Cheyennes fuyant le village. Ce détachement fut attaqué et anéanti par des guerriers kiowas, cheyennes et arapahos venus en renfort des camps indiens voisins.
Dans son premier rapport, Custer indique que ses hommes ont compté les corps de 103 guerriers amérindiens. En fait, aucun décompte au sol n’a été effectué ; le nombre indiqué par Custer étant basé sur les rapports séparés de ses officiers le jour suivant l’attaque. En décembre, les rapports militaires portent le nombre des guerriers tués à 140. La plupart des autres sources (dont celles des éclaireurs) avancent des pertes plus faibles.
Les prisonnières Cheyennes interrogées par le général Sheridan ont affirmé que 16 Amérindiens (13 Cheyennes, 2 Sioux et 1 Arapaho) avaient été tués, chiffres insérés par Sheridan dans son rapport du 3 décembre 1868. Un reporter du New York Herald a aussi obtenu de prisonniers cheyennes une liste nominative de 15 Amérindiens tués (présentés dans son article comme des chefs, chefs de guerre et « grands » chefs, donc des hommes âgés),. Cette liste comprend les noms de 13 Cheyennes (Black Kettle, Little Rock, Buffalo Tongue, Tall White Man, Tall Owl, Poor Black Elk, Big Horse, White Beaver, Bear Tail, Running Water, Wolf Ear, The Man That Hears the Wolf, Medicine Walker) ; 2 Sioux (Heap Timber, Tall Hat) et 1 Arapaho (Lame Man). Les autres sources amérindiennes (par exemple, Black Eagle, Little Robe, Med Elk Pipe, She Wolf et Magpie) donnent entre 11 et 18 hommes tués et entre 17 et 25 femmes et enfants tués. Selon une récente étude du Centre d’Histoire Militaire de l’Armée des États-Unis, le total des pertes amérindiennes pourrait atteindre 50 morts et autant de blessés.

## Controverses

### Bataille ou massacre?
Dès décembre 1868, l’attaque contre le village de Black Kettle suscite débat et controverse. Dans un article du 9 décembre, le Leavenworth Evening Bulletin écrit : « Les généraux S. Sanford, Tappan et le colonel Taylor de la Commission de Paix partagent l’opinion selon laquelle la récente bataille avec les Amérindiens a simplement été une attaque contre une bande pacifique, alors qu’elle se dirigeait vers la réserve ». Le 14 décembre, le New-York Tribune annonce la démission de l’agent responsable des Cheyennes et des Arapahos, le colonel Wynkoop : « Wynkoop considère le récent combat du géneral Custer comme un massacre ».
L'éclaireur Benjamin "Ben" Clark (présent à la Washita) rapporta que « le régiment galopa à travers le campement […] tirant indistinctement et tuant aussi bien les femmes que les hommes ». Selon le lieutenant Godfrey, les militaires ne firent aucun effort « pour éviter de blesser les femmes » pendant la charge sur le camp amérindien. Dans une lettre à l’agent indien Wynkoop, l'éclaireur James S. Morrison cite les témoignages de deux civils présents (John Poisal et Jack Fitzpatrick) selon lesquels environ 40 femmes et enfants ont été tués contre seulement une vingtaine d’hommes. Selon le métis George Bent (en), 18 femmes et enfants ont été tués contre 13 guerriers. "Ben" Clark estime que 75 guerriers amérindiens ont perdu la vie et autant de femmes et d’enfants. Il indique aussi que tous les guerriers blessés trouvés dans le camp ont été achevés (les ordres du général Sheridan étaient de « tuer ou pendre tous les guerriers »).
L’historien Jerome A. Greene, en se basant sur la prise de prisonniers (femmes et enfants) par les soldats et les ordres pour éviter de tuer les non-combattants, réfute le terme de « massacre ». Pendant l’engagement, le guide Ben Clark rapporte avoir obtenu l’autorisation de Custer pour stopper un officier s’élançant à la poursuite d’un groupe de femmes et d’enfants en criant « tuez les sans pitié ! ». Custer a aussi envoyé un officier s’assurer que les femmes et enfants restés dans les tipis ne soient pas tués. Avant l’attaque, il avait aussi donné des ordres pour que femmes et enfants soient épargnés. Greene conclut :

« Malgré les pertes [les civils indiens tués], il n’y a aucun doute sur le fait que les soldats ont pris des dispositions pour protéger les femmes et les enfants. »

En outre, il considère que les civils tués l'ont été en majorité par les éclaireurs indiens (osages) de l'armée. L'historien Paul Hutton écrit aussi :

« Le combat de la Washita n’était pas un massacre. Les Cheyennes de Black Kettle n’étaient pas des innocents désarmés qui ne se considéraient pas en guerre. Plusieurs des guerriers de Black Kettle avaient combattu les soldats peu de temps auparavant, et le chef avait été informé par [le général] Hazen qu'il n'y aurait pas de paix avant qu'il se soit rendu [au général] Sheridan. Les soldats n’avaient pas pour ordre de tuer tout le monde, Custer arrêtant personnellement des soldats qui visaient des civils. Les troupes firent 53 prisonniers. »

D'autres, comme l'historien Joseph B. Thoburn considèrent au contraire que le combat dans le village fut trop inégal pour être considéré comme une « bataille » (Dans l’assaut contre le camp indien, seul un soldat a été tué, toutes les autres victimes militaires américaines appartenant au détachement du Major Elliott). Il estime que si une force numériquement supérieure d’Amérindiens avait attaqué un village blanc et tué le même nombre de personnes, l’incident aurait sans aucun doute été qualifié de « massacre ».
Washita est aujourd'hui considérée par les autorités américaines comme une bataille classique et dénommée comme telle par le National Park Service en Washita National Battlefield (Oklahoma).

### Présence supposée de prisonniers blancs du village de Black Kettle
Selon l'historien Jerome A. Greene, rien n’indique que Black Kettle soit personnellement impliqué dans les raids contre les colons blancs pendant l'été et l'automne 1868. Cependant, plusieurs des hommes de sa bande y ont participé. Selon le chef Little Rock, second au commandement du village de Black Kettle, « presque tous les jeunes hommes » ont participé à un raid organisé contre les Indiens Pawnees, qui a dégénéré en attaques contre les colons (morts et viols près de la Saline River) dans le Kansas en automne 1868. Little Rock ajoute aussi que la majorité du groupe de guerriers était hostile à ces attaques contre des blancs et que son peuple « ne veut pas être puni pour ceux qui étaient coupables »,. L’historien Stan Hoig écrit aussi :

« Il n’y a aucune preuve que Black Kettle soit responsable des raids [sur la Saline et Salomon] ou qu'il mérite les accusations portées contre lui après sa mort. Au contraire, il existe de nombreuses preuves de ses efforts pour préserver la paix entre les Cheyennes et les blancs qui envahissaient les terres cheyennes. »

Une des justifications a posteriori de l’attaque est la présence supposée de captifs blancs dans ce village. Dans leurs premiers rapports, Custer et Sheridan mentionnent en effet la libération de deux enfants blancs et le meurtre d’une femme blanche pendant l’attaque. Jamais leurs noms n'ont été révélés et il n'y a aucune mention de leur existence dans leurs descriptions ultérieures du combat. D’après Jerome A. Greene, tout suggère que ces faits ne se sont en fait jamais produits.
Le cas de Clara Blinn (qui avait été enlevée en octobre 1868 avec son fils Willie par les Amérindiens) a aussi souvent été discuté. Le négociant Griffenstein, qui connaissait bien les tribus locales, est entré en contact avec la captive, par l'intermédiaire d'un jeune garçon nommé "Cheyenne Jack". Au début de novembre 1868, celle-ci a alors pu écrire un appel à l'aide, où elle évoque sa crainte d'être vendue à des Mexicains et demande que des Commissaires de la Paix concluent la paix avec les Amérindiens. Elle et son fils seront retrouvés morts le 11 décembre 1868. Selon toute vraisemblance, ils ont été exécutés en représailles à l'attaque de Custer pendant ou après l'engagement. Les sources militaires de décembre 1868 placent l'endroit de leur découverte en aval du village de Black Kettle, au-delà de l'endroit où les hommes d'Elliot ont été tués, près d'un autre village amérindien abandonné,. Selon le rapport du général Sheridan, l'endroit se trouve à environ 10 km du village de Black Kettle. Pour les généraux Sheridan et Hazen, ils ont été tués soit par les Kiowas, soit par les Arapahos. Pour l'auteur Gregory Michno, ces captifs étaient en fait détenus dans le camp de Black Kettle. L'historien Greene raisonne qui si c'était le cas, ils auraient été découverts (morts ou vifs) dans le village de Black Kettle et pense au contraire qu'ils étaient présents dans le principal village cheyenne-arapaho en aval de la rivière. 
D’après Greene, l'analyse des documents montre qu'il n'y avait pas de prisonniers blancs dans le village de Black Kettle. Ceci est contesté, notamment par David Cornut qui soutient la thèse de la culpabilité de Black Kettle.

### Le rôle des prisonniers indiens dans la stratégie de Custer
Lorsqu’à la fin de la journée, Custer fait avancer ses troupes en simulant un assaut avec les femmes et enfants prisonniers au milieu des soldats, les Indiens des camps environnants se dispersent, « de peur que leurs tirs dirigés sur la colonne n’atteignent les prisonniers ».
L’auteur James Donovan compare la situation des prisonniers Cheyennes à celle de boucliers humains, dans la mesure où ils ont été utilisés pour permettre la retraite du régiment de Custer. Pour l’analyste militaire Robert Kershaw, il est probable que c’est la présence des prisonniers qui a permis à Custer de sauver son régiment, et que cet épisode illustre selon lui l’intérêt tactique d’avoir des otages. Pour l’historien Jerome A. Greene, « les 53 femmes et enfants faits prisonniers à la Washita ont servi de garantie contre l’attaque [des Indiens campant] en aval de la rivière » pendant sa retraite en fin de journée.

### La mort du major Elliott
La retraite de Custer, alors qu’il était sans nouvelles du major Elliott est à l’origine de conflits dans le régiment. En particulier, le capitaine Benteen, un ami d’Elliot ne pardonna jamais à Custer ce qu’il considérait comme « l'abandon » d’Elliott et de ses hommes. Ceci a pu avoir de profondes conséquences puisque certains auteurs, comme David Cornut, accusent le capitaine Benteen d’avoir délibérément refusé de porter assistance à Custer pendant la bataille de Little Bighorn en 1876.

## Dans la culture populaire
Trois films et un épisode télévisé ont traité de cet évènement :
- La Charge fantastique (1941) de Raoul Walsh
- Custer, l'homme de l'ouest (1967) de Robert Siodmak
- Little Big Man (1970) d'Arthur Penn
- épisode en deux parties Washita de Docteur Quinn, femme médecin (1995, saison 3)[38]